# Steenwijkerland
Steenwijkerland (en bajo sajón Steenwiekerlaand o Stienwiekerlaand) es un municipio de la provincia de Overijssel, en los Países Bajos. Cuenta con una superficie de 321,59 km ², de los que 31,43 km ² corresponden a la superficie ocupada por el agua. El 1 de enero de 2014 el municipio tenía una población de 43.350 habitantes, lo que supone una densidad de 149 h/km². 
El municipio está formado por un elevado número de pequeños núcleos de población, de los que solo nueve superan los mil habitantes, en la región histórica de Land van Vollenhove. El núcleo mayor y donde tiene su sede el gobierno municipal es Steenwijk, antigua ciudad fortificada donde se desarrollaron varios asedios, con algo más de diecisiete mil habitantes. En su constitución actual se formó en 2001 por la fusión de los antiguos municipios de Steenwijk, Brederwiede e IJsselham. Inicialmente conservó el nombre del mayor de ellos, Steenwijk, pero en enero de 2003 adoptó su nombre actual. 
Dentro del municipio se encuentra el Parque nacional Weerribben-Wieden, una turbera de cerca de 10.000 hectáreas. La agricultura -caña de azúcar- la ganadería y el turismo han sido sus principales actividades económicas. Se comunica por la autopista A32 y por Intercity desde la estación de tren de Steenwijk con Heerenveen, Leeuwarden y Zwolle.

## Galería de imágenes

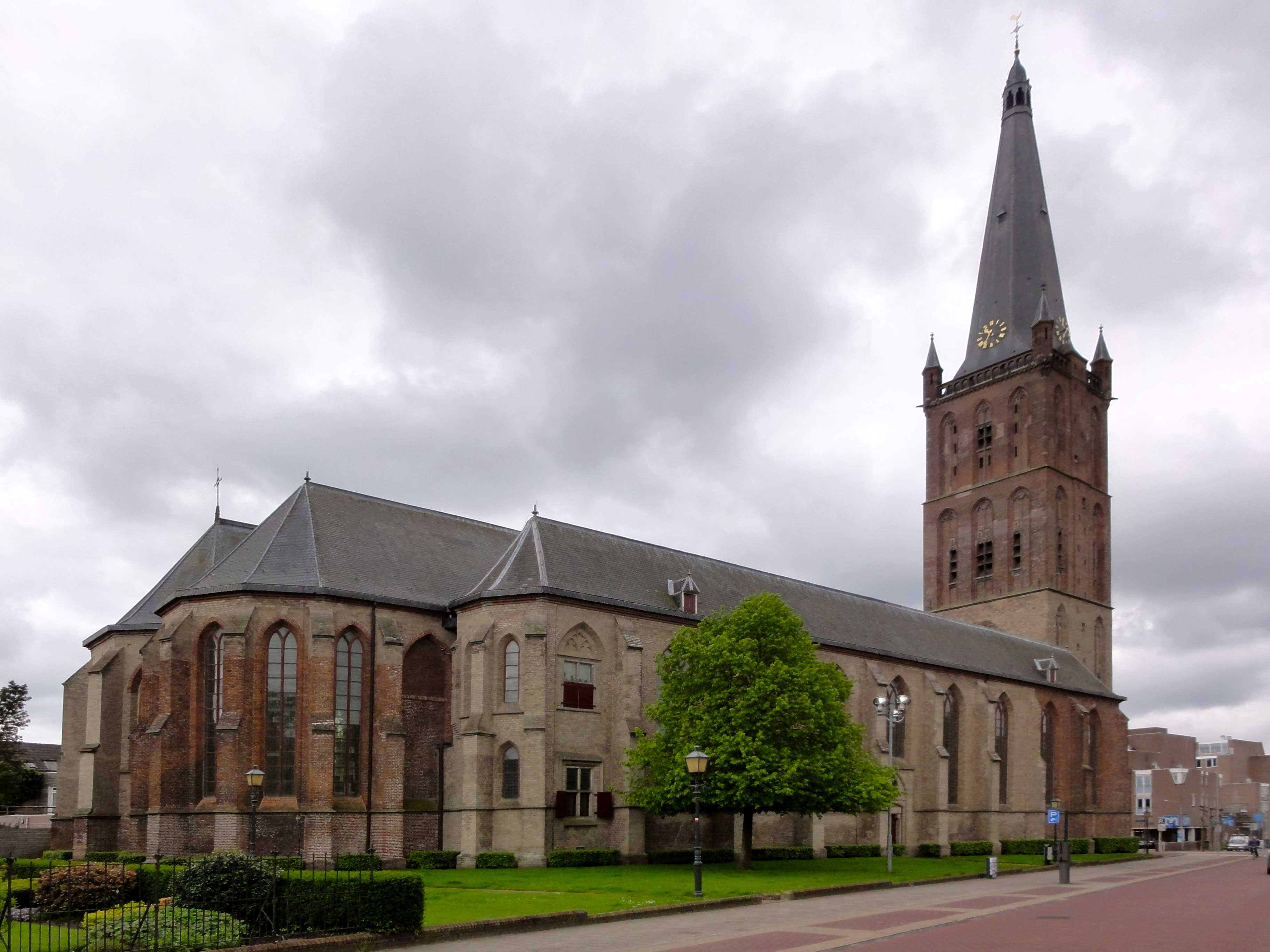
Steenwijk, Iglesia grande o de San Clemente
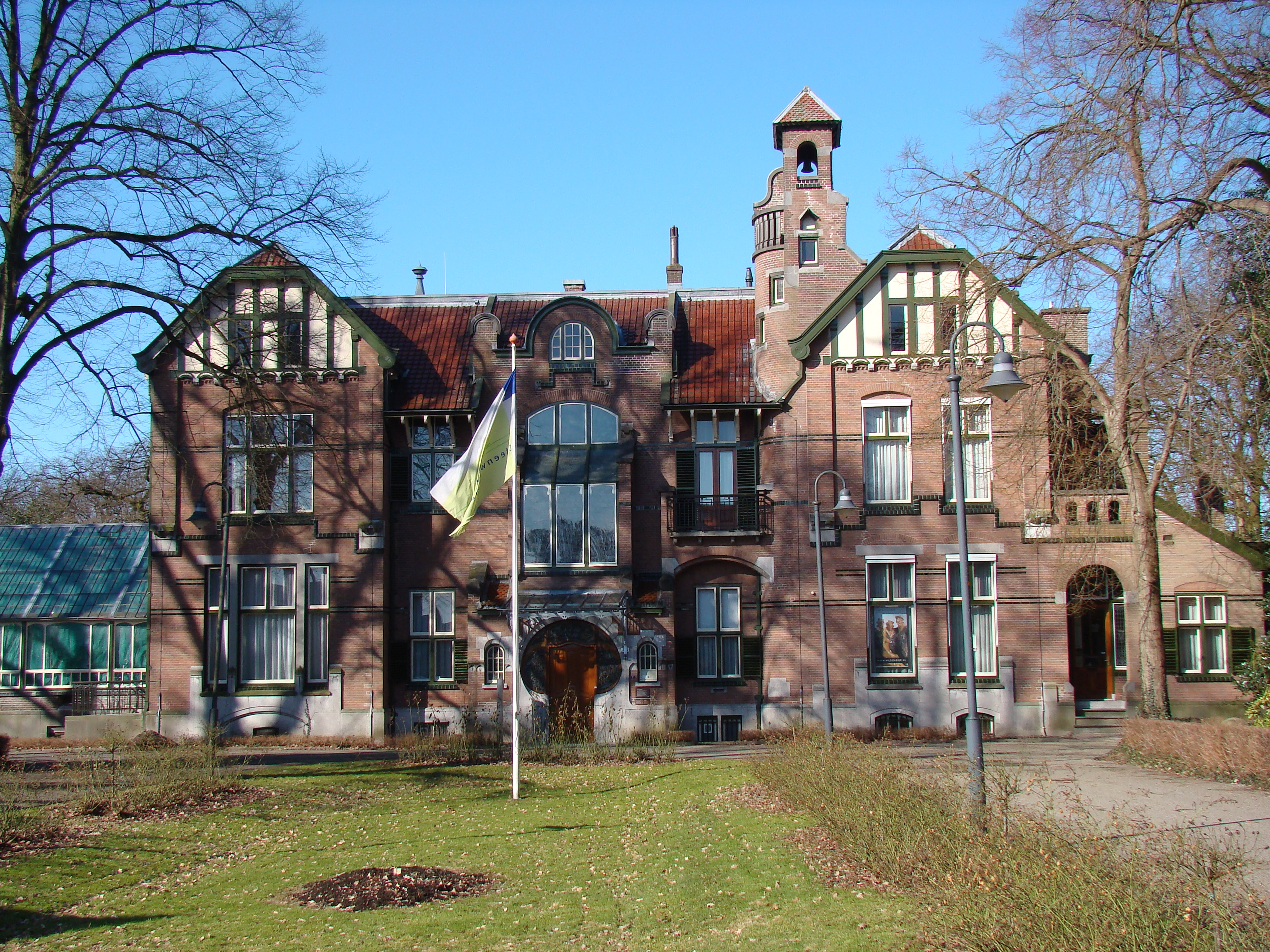
Rams Woerthe, mansión de estilo Jugendstil
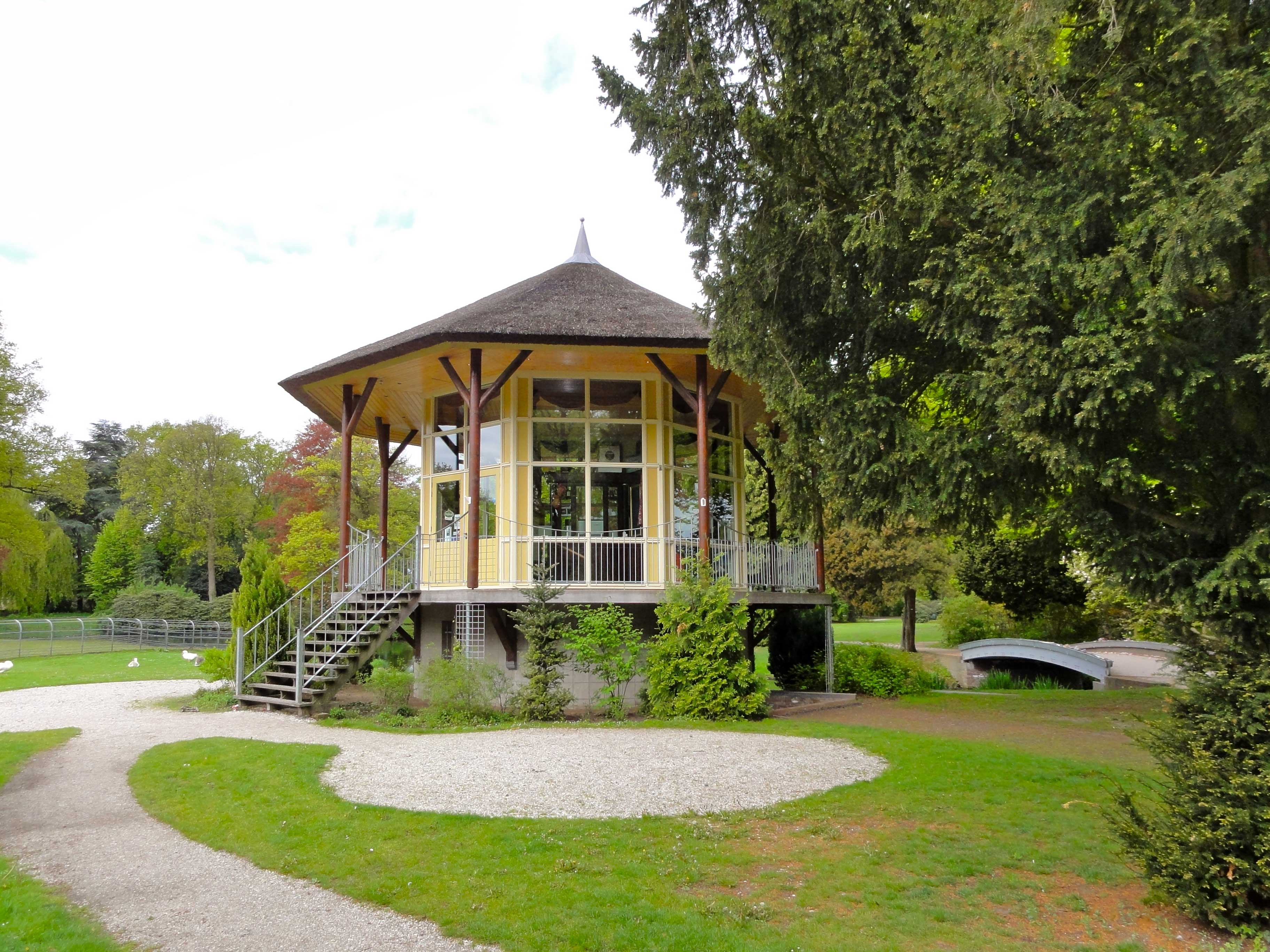
Parque y sala del té de Rams Woerthe
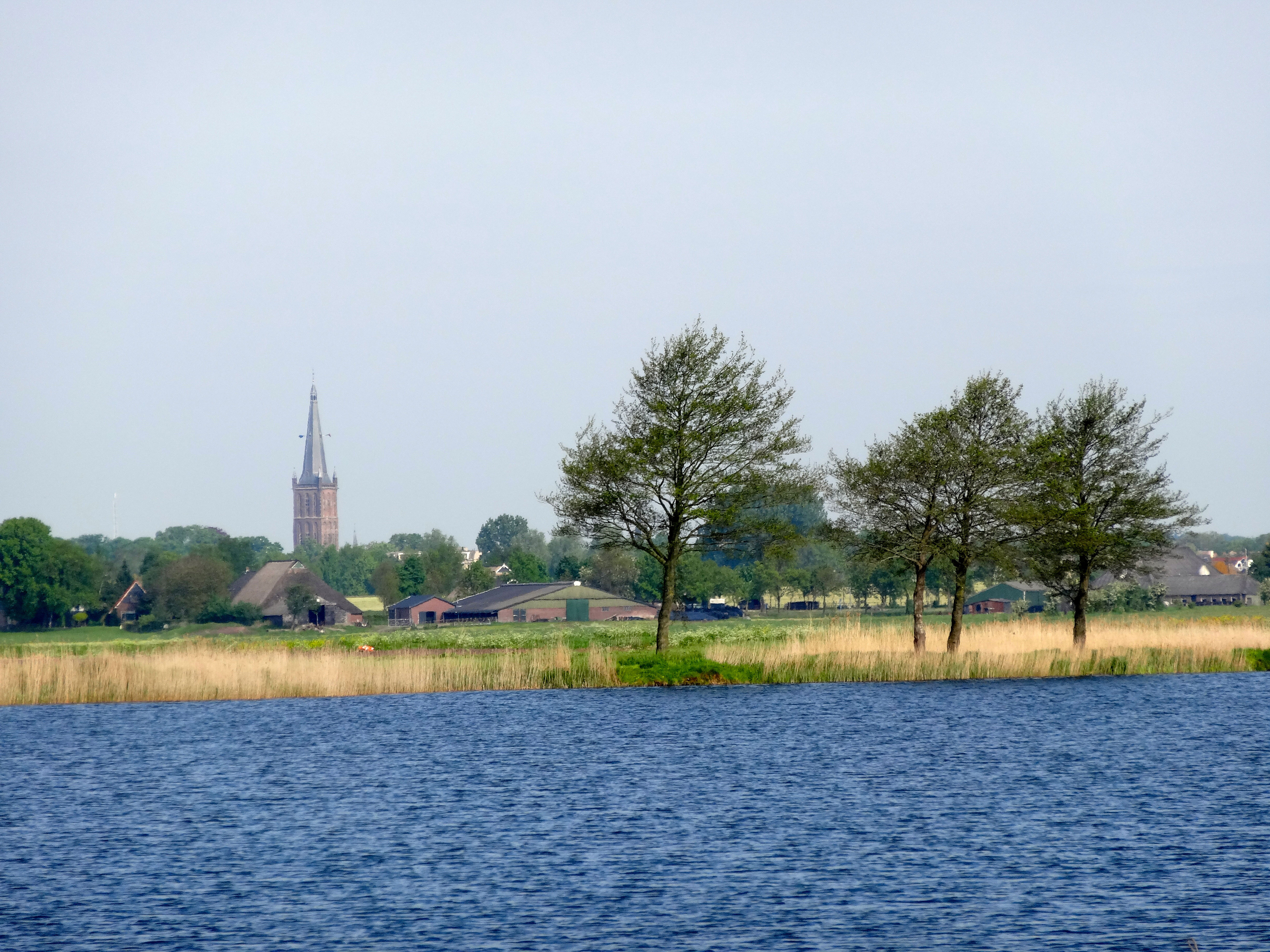
Vista de Steenwijk desde el sur
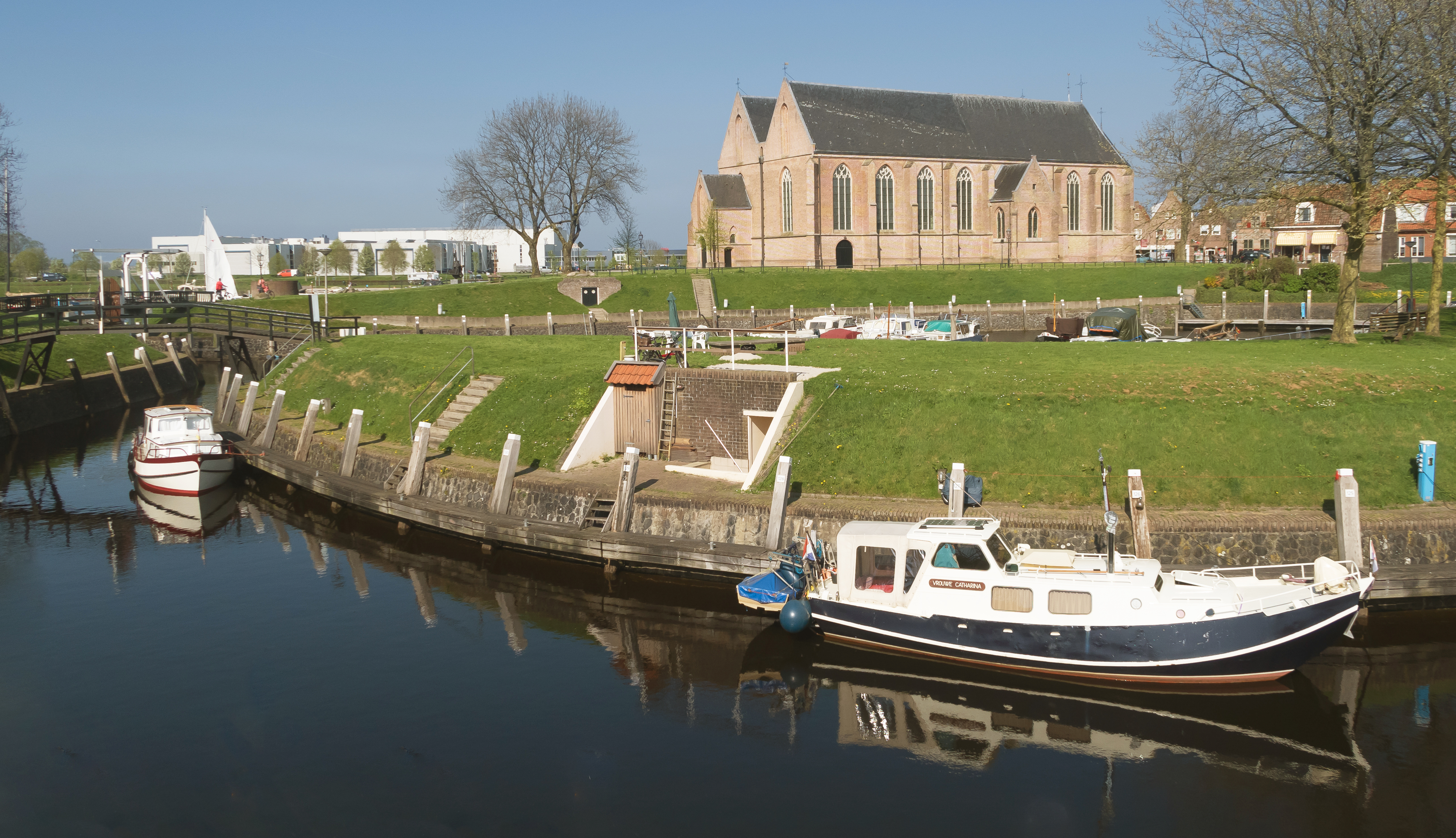
El puerto y la iglesia en Vollenhoven
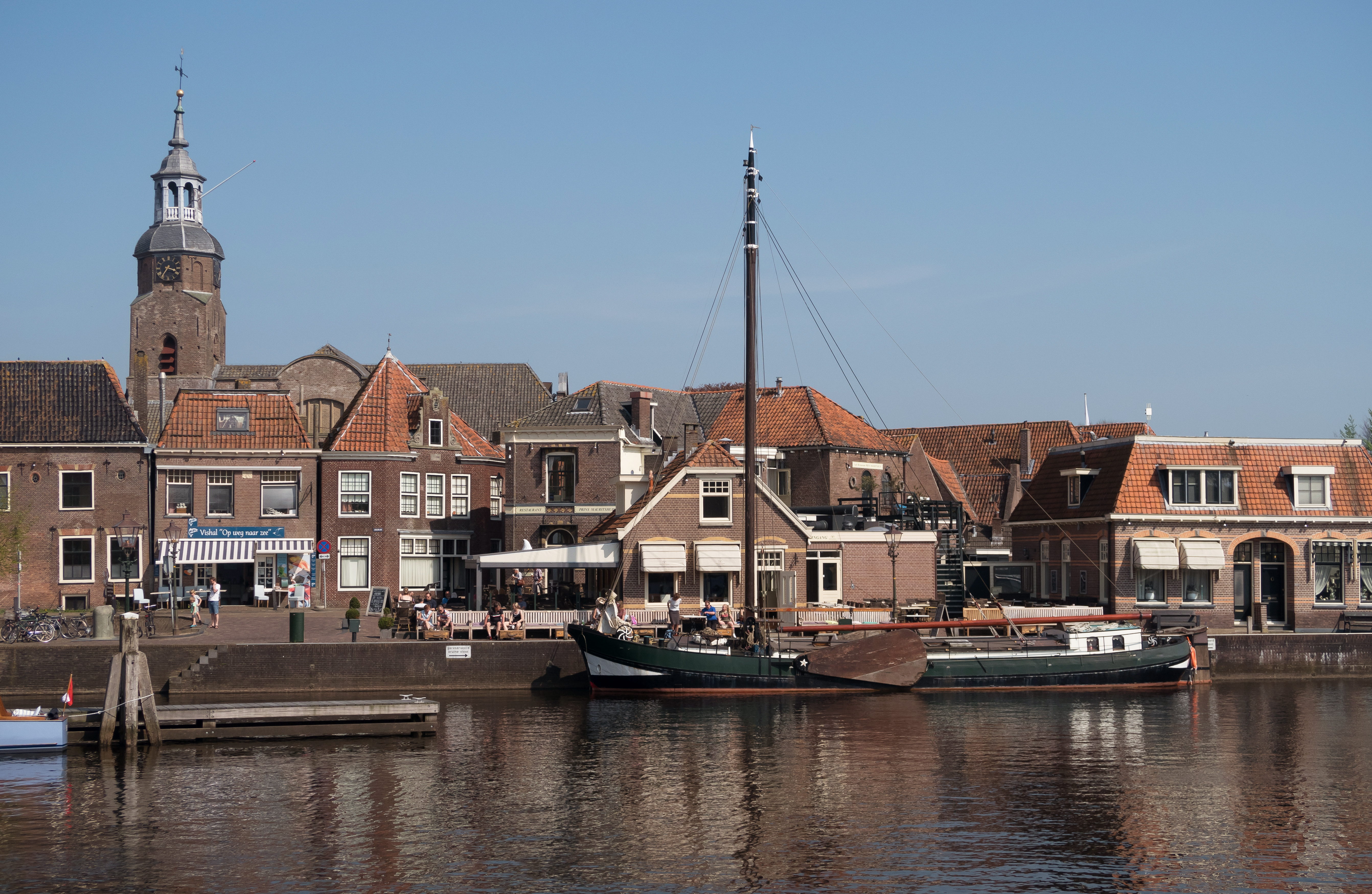
Vista del ciudad Blokzijl
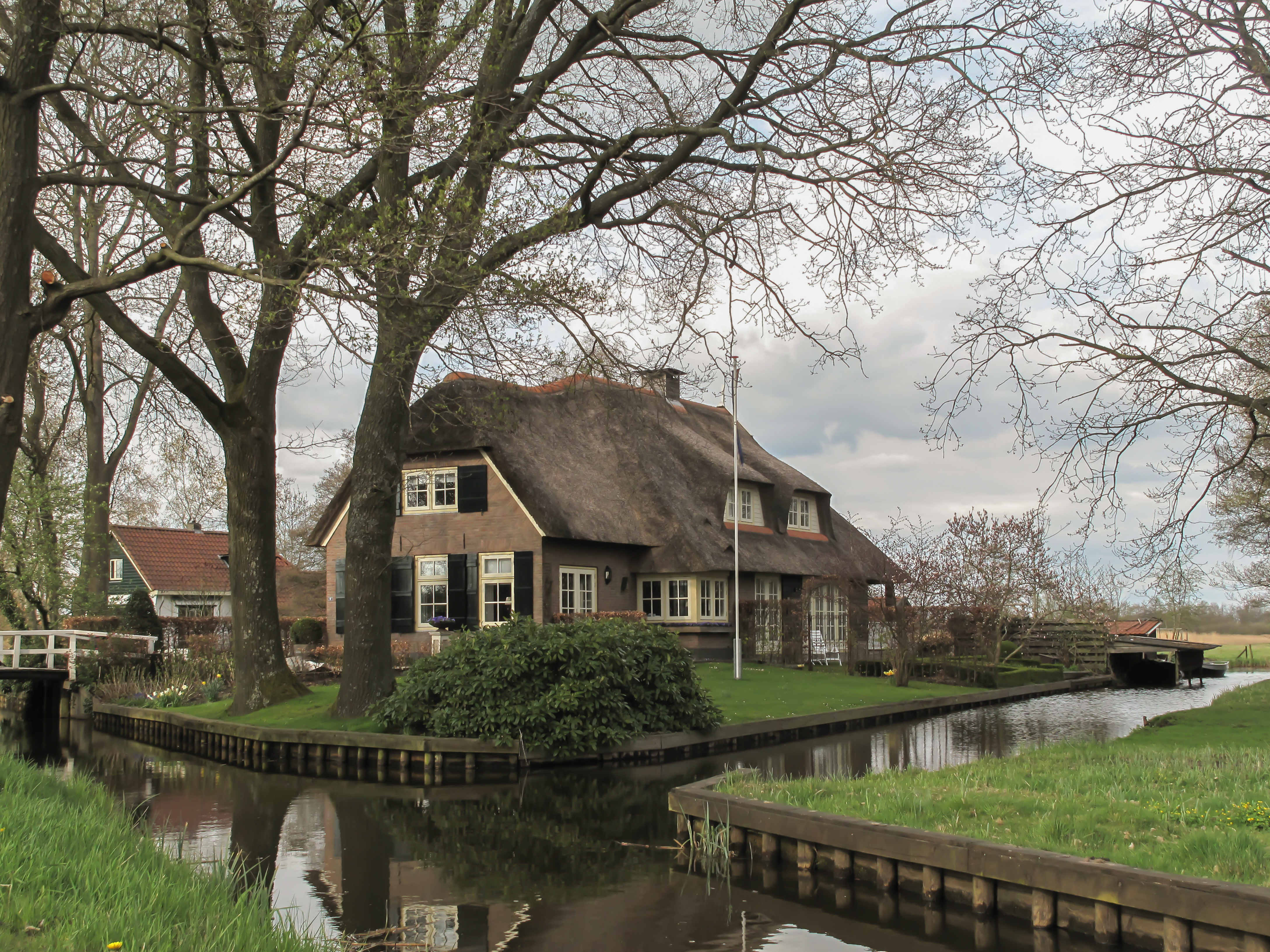
Granja en Giethoorn
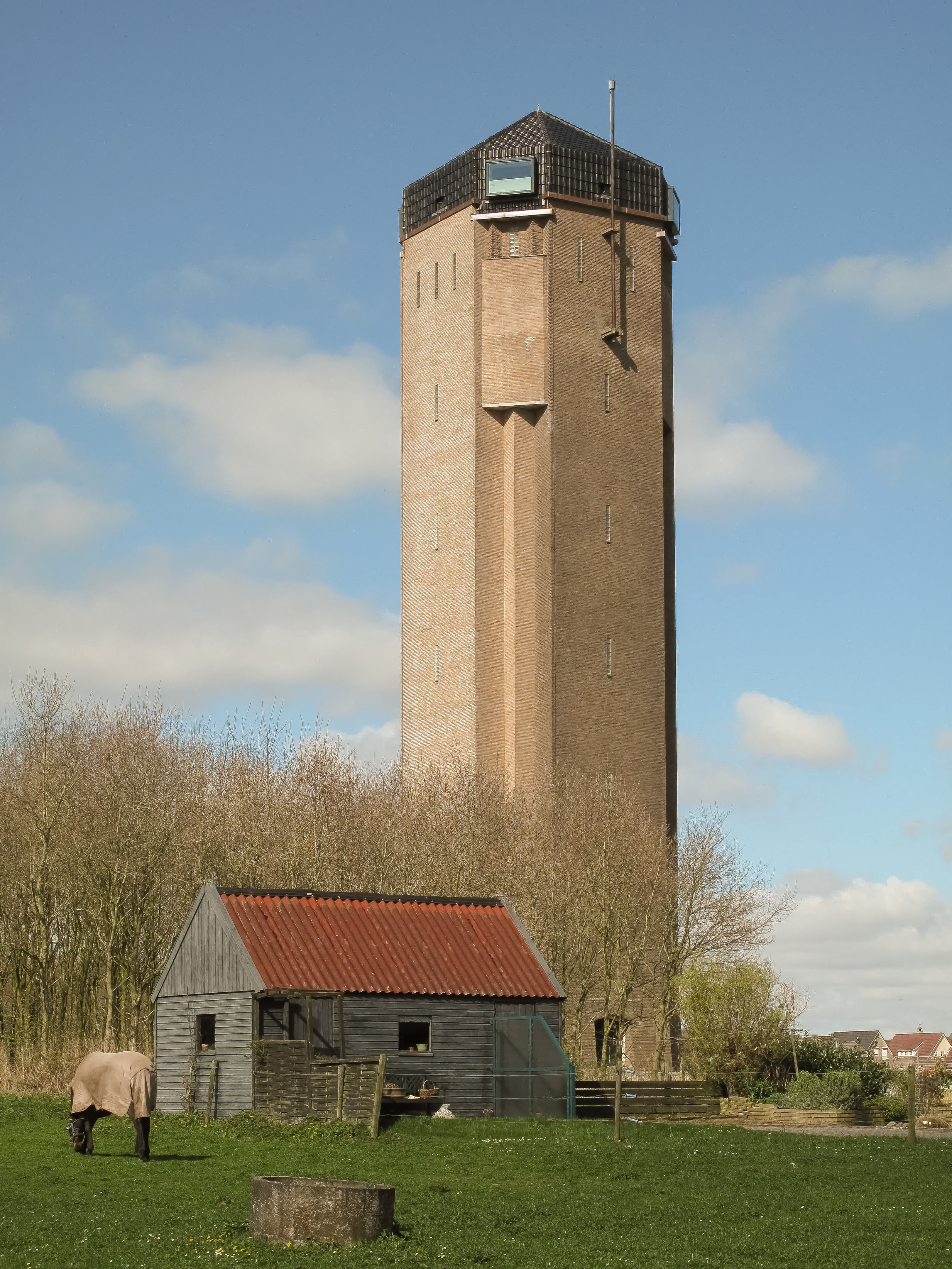
Torre de agua de Sint Jansklooster